# Tour de Seúl
El Tour de Seúl (oficialmente: Tour de Seoul) fue una carrera ciclista profesional por etapas surcoreana que se disputaba en Seúl y sus alrededores. 
Se creó en el 2009 formando parte del UCI Asia Tour, dentro de la categoría 2.2. Su última edición fue en el 2010.
Su primera edición fue de un solo día (categoría 1.2) mientras que la segunda constó de tres etapas (categoría 2.2).

## Palmarés
| Año  | Ganador           | Segundo       | Tercero            |
| ---- | ----------------- | ------------- | ------------------ |
| 2009 | Ho-Sung Cho       | Dirk Müller   | Grischa Janorschke |
| 2010 | Tomasz Marczynski | Gyung Gu Jang | Simon Geschke      |

## Palmarés por países
| País          | Victorias |
| ------------- | --------- |
| Corea del Sur | 1         |
| Polonia       | 1         |